# Monpoint Jeune
Monpoint Jeune war ein haitianischer Politiker und Präsident von Haiti.

## Biografie
Monpoint Jeune absolvierte nach der Schulausbildung eine militärische Laufbahn, in deren Verlauf er bis zum General aufstieg. Als solcher half er im März 1878 eine Revolte gegen Präsident Pierre Théoma Boisrond-Canal in den Orten Limonade, La Tannerie und Saint-Raphaël niederzuschlagen.
Nach dem Machtverlust von Präsident François Denys Légitime wurde er am 23. August 1889 als Vorsitzender der Provisorischen Regierung kommissarischer Präsident von Haiti. Am 17. Oktober 1889 folgte ihm dann Landwirtschaftsminister Florvil Hyppolite, der kurz zuvor zum Präsidenten gewählt wurde.